# هادينغتون (لوثيان الشرقية)
هادينغتون (بالإنجليزيَّة: Haddington، وبالإسكتلنديَّة: Haidintoun) هي بلدة ملكيَّة تقع في منطقة لوثيان الشرقية بإسكتلندا. تعدّ المركز الإداري والثقافي والجغرافي الرئيسي للوثيان الشرقية. تقع على بعد نحو 27 كيلومترًا (17 ميلًا) شرق العاصمة إدنبرة. يعد اسم «هادينغتون» اسمًا أنجلوسكسونيًا يرجع إلى القرن السادس أو السابع، وذلك حين جرى ضم المنطقة إلى مملكة برنيسيا. تنازل إدغار ملك إنجلترا عن البلدة وباقي لوثيان لإسكتلندا خلال القرن العاشر. منح الملك ديفيد الأول (1124-1153) هادينغتون صفة البلدة بصورة رسميَّة، وهو ما منحها حقوق المتاجرة والتي ساعدت على نموها لتغدو بلدة سوق.
تعد هادينغتون في الوقت الحاضر بلدة صغيرة لا يتجاوز عدد سكانها العشرة آلاف نسمة. بيد أنها كانت رابع أكبر مدن إسكتلندا (بعد أبردين وركسبره وإدنبرة) إبان العصور الوسطى العليا. يقع دار بلدية هادينغتون وسط البلدة، ويعود تاريخ بناؤه إلى عام 1745. ضم دار البلدية في السابق عددًا من الأسواق الموجودة في الطابق الأرضي، فضلًا عن احتوائه على قاعة للاجتماعات في الطابق الأول.

## الكنائس
ثمة عدة كنائس في هادينغتون ومن بينها:

### كنيسة إسكتلندا
- كنيسة القديسة مريم الأبرشية[7]
- كنيسة هادينغتون الأبرشية الغربية[8]

### الكنيسة الكاثوليكية
- كنيسة القديسة مريم[9]

### كنائس أخرى
- كنيسة هادينغتون المجتمعية[10]
- كنيسة الثالوث المقدس الأسقفية[11]
- كنيسة هادينغتون إيليم[12]

## وصلات خارجية
- جمعية هادينغتون التاريخيَّة (بالإنجليزية)